# Athènes-Nord
Le district régional d'Athènes-Nord (grec moderne : Περιφερειακή ενότητα Βορείου Τομέα Αθηνών) est l'un des districts régionaux de Grèce qui fait partie de la périphérie (région) de l'Attique. Ce district régional englobe la partie nord-est  et centrale de l'agglomération d'Athènes.

## Administration
Dans le cadre de la réforme gouvernementale de 2011, le programme Kallikratis, le district régional d'Athènes-Nord, est créé en partie sur l'ancienne Préfecture d'Athènes. Il est divisé en 12 municipalités qui sont (numérotés selon la carte dans l'infobox) :
- Agía Paraskeví (3)
- Maroússi (8)
- Chalándri (35)
- Filothéi-Psychikó (33)
- Héraklion (17)
- Kifisia (21)
- Lykóvrysi-Péfki (22)
- Metamórfosi (23)
- Néa Ionía (25)
- Papágou-Cholargós (28)
- Penteli (29)
- Vrilissia (9)